# دناتوره کردن قلیایی
دناتوره کردن قلیایی(به انگلیسی: Alkaline lysis) یکی ازتکنیک های مهم برای تخلیص پلاسمید می باشد.

## روش

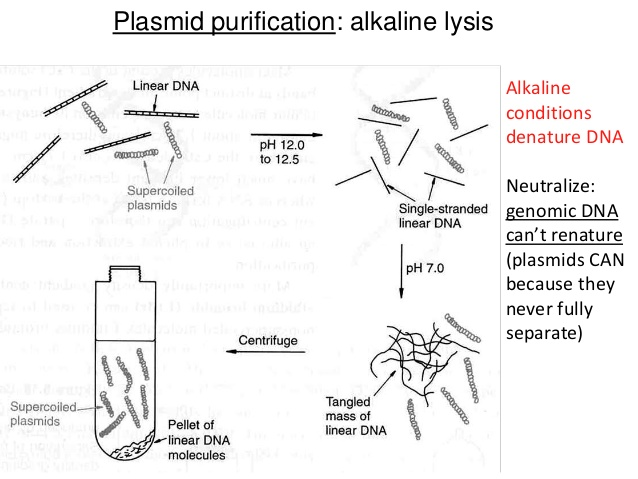
تخلیص پلاسمید با روش دناتوره کردن قلیایی

اساس این تکنیک آن است که در محدوده باریکی از PH درحالی که DNA غیرابرمارپیچ دناتوره می شود، DNA ابر مارپیچ پلاسمیدها سالم و دست نخورده باقی می ماند. اگر هیدروکسید سدیم به عصاره سلولی یا عصاره شفاف اضافه شود تا PH در محدوده 12.5-12 تنظیم شود، پیوندهای هیدروژنی DNA غیرابر مارپیچ شکسته می شوندو در نتیجه پیچ های مارپیچ دورشته ای باز شده و دو رشته پلی نوکلئوتیدی از هم جدا می گردند. حال اگر اسید افزوده شود، رشته های DNA باکتریایی دناتوره شده بصورت یک توده در هم پیچیده در می آیند. این توده غیر محلول را می توان با سانتریفیوژ رسوب داد که در آن، DNA خالص پلاسمیدی در محلول رویی باقی می ماند. 